# 松本市山形村朝日村中学校組合立鉢盛中学校
長野県松本市山形村朝日村中学校組合立鉢盛中学校（ながのけんまつもとしやまがたむらあさひむらちゅうがっこうくみあいりつはちもりちゅうがっこう）は、長野県東筑摩郡朝日村古見にある公立中学校。

## 沿革
- 1964年 - 「松本市山形村朝日村組合立中学校設立協議会」発足。
- 1965年5月2日 - 開校、当初は部校制を採用。
- 1967年 - 新校舎竣工。

## 部活動
- 2012年8月8日 - 第33回北信越中学校総合競技大会 女子バレーボール競技において、3位[1]。女子ソフトテニス部北信越出場
- 2013年7月29日 - 第10回文部科学大臣杯 小・中学校囲碁団体戦 全国大会中学校団体戦において、3位[2]。
- 2018年8月19日 - 第60回長野県合唱コンクール（県合唱連盟、朝日新聞社など主催）において銅賞を受賞[3]。

## 最寄のバス停
朝日村営バスの鉢盛中学校バス停があり、本数はごく少ないながらも、朝日村の村役場のある小野沢や御馬越（おんまご）、松本市の上今井や下今井や波田駅、塩尻市の広丘駅などへ行くことができる。

## 校名の由来
- 近くに鉢盛山があることからこの校名となった。

## 通学区域
- 松本市大字今井及び、東筑摩郡山形村全域、朝日村全域[4]。

## 著名な卒業生
- 上條恒彦（歌手、俳優）[5]